# Estadi d'Amute
L'Estadi d'Amute era un recinte esportiu dedicat al futbol de la ciutat d'Irun.
Fou el camp de futbol del club Sporting d'Irun i del Real Unión Club. Posteriorment s'establí a l'Stadium Gal.
Fou la seu de la final de la Copa del Rei de l'any 1915.